# 1 Reyes 18
1 Reyes 18 es el decimoctavo capítulo de los Libros de los Reyes de la Biblia hebrea o Primer Libro de los Reyes del Antiguo Testamento de la Biblia cristiana El libro es una compilación de varios anales que registran los actos de los reyes de Israel y Judá por un compilador deuteronómico en el siglo VII a. C., con un suplemento añadido en el siglo VI a. C. Este capítulo pertenece a la sección que comprende de 1 Reyes 16:15 a 2 Reyes 8:29, que documenta el período de la dinastía de Omri. El enfoque de este capítulo es la actividad del profeta Elías durante el reinado del rey Acab en el reino del norte.

## Texto
Este capítulo fue escrito originalmente en lengua hebrea y desde el siglo XVI se divide en 46 Versículos.

### Testigos textuales
Algunos de los primeros manuscritos que contienen el texto de este capítulo en hebreo pertenecen a la tradición del Texto Masorético, que incluye el Códice de  El Cairo (895), el Códice de Alepo (siglo X) y el Códice Leningradensis (1008).
También existe una traducción al griego koiné conocida como Septuaginta, realizada en los últimos siglos a. C.. Los manuscritos antiguos existentes de la versión Septuaginta incluyen el Codex Vaticanus (B; {\displaystyle {\mathfrak {G}}}B; siglo IV) y el Codex Alexandrinus (A; {\displaystyle {\mathfrak {G}}}A; siglo V). 

## Elías y Abdías (18:1-16)
El tema principal de la narración es la sequía y la lluvia. Como la tierra de Israel, incluido el rey, sufría bajo la sequía, YHWH mandó llamar a Elías para que provocara la crisis y luego la solución al conflicto entre el culto a dos deidades. Antes de que Elías se enfrentara a Ajab, un ministro (temeroso de Dios), llamado Obadías (que significa: 'siervo de Yahvé') se convirtió en intermediario. Abdías fue también el que ayudó a esconder a los siervos de Yahvé durante una purga de profetas por parte de la reina Jezabel (al parecer, el motivo del viaje de Elías al río de Kerit, en el territorio extranjero de Fenicia, en Sarepta), así que cuando Elías se presentó inesperadamente ante él, Abdías cayó al suelo en señal de temor y respeto. Un transporte milagroso similar de los profetas de Dios se observa en Ezequiel 3:14, Ezequiel 11:1, cf. 2 Reyes 2:11.

### Versículo 1
Después de muchos días vino palabra del Señor a Elías, en el tercer año, diciendo: «Ve, muéstrate a Acab, y yo enviaré lluvia sobre la tierra»'
- «El tercer año»: La tradición judía conservada en el Nuevo Testamento (Lucas 4:25; Santiago 5:17) cuenta esto no desde el comienzo de la sequía (que se dice que duró tres años y seis meses), sino que es el tercer año después de la restauración del hijo de la viuda en Sarepta.[12][13]

## Elías y la competencia entre las deidades en el monte Carmelo (18:17-40)

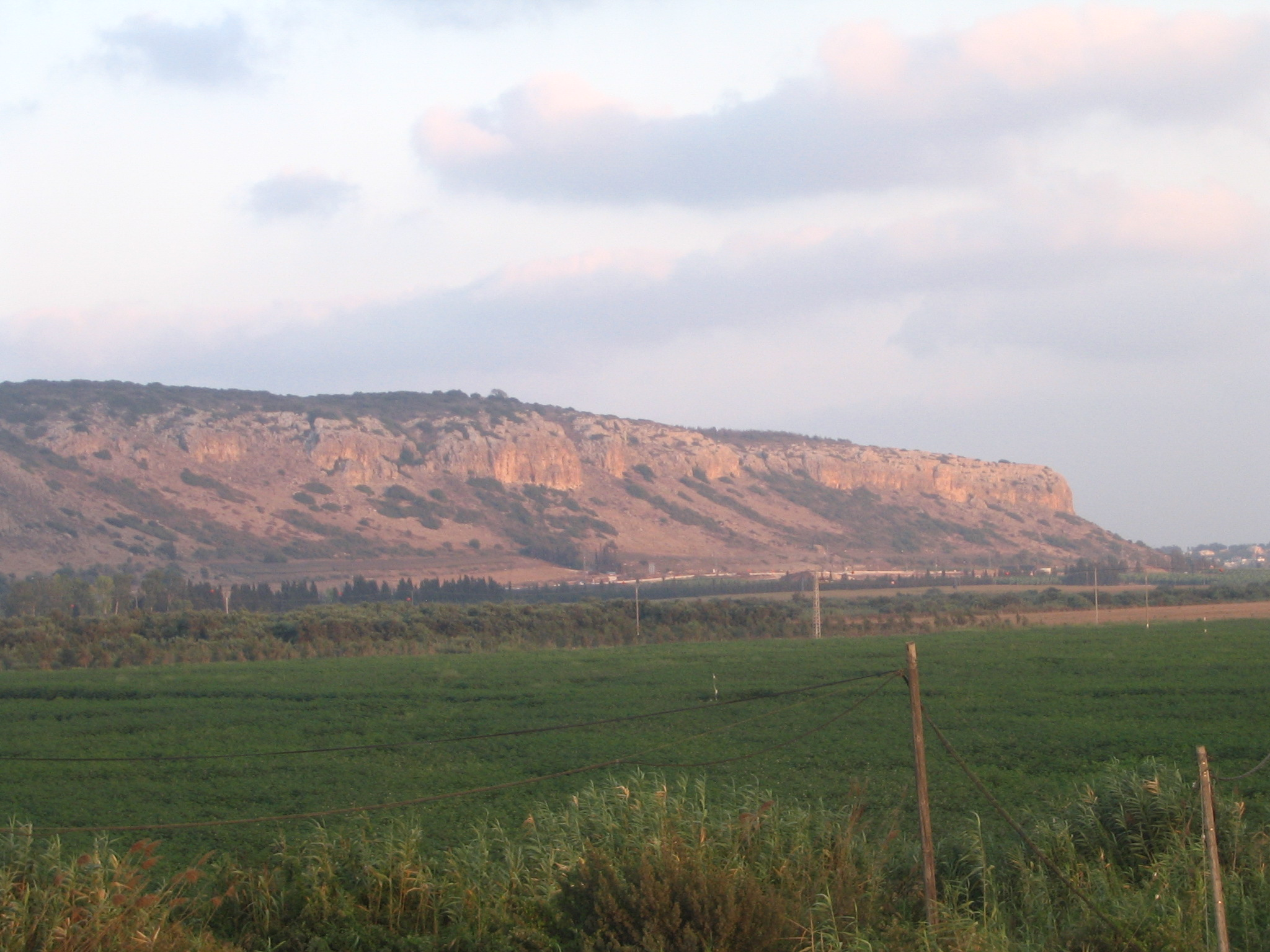
Monte Carmelo al atardecer, visto desde la entrada del Kibbutz. Ma'agan Michael.

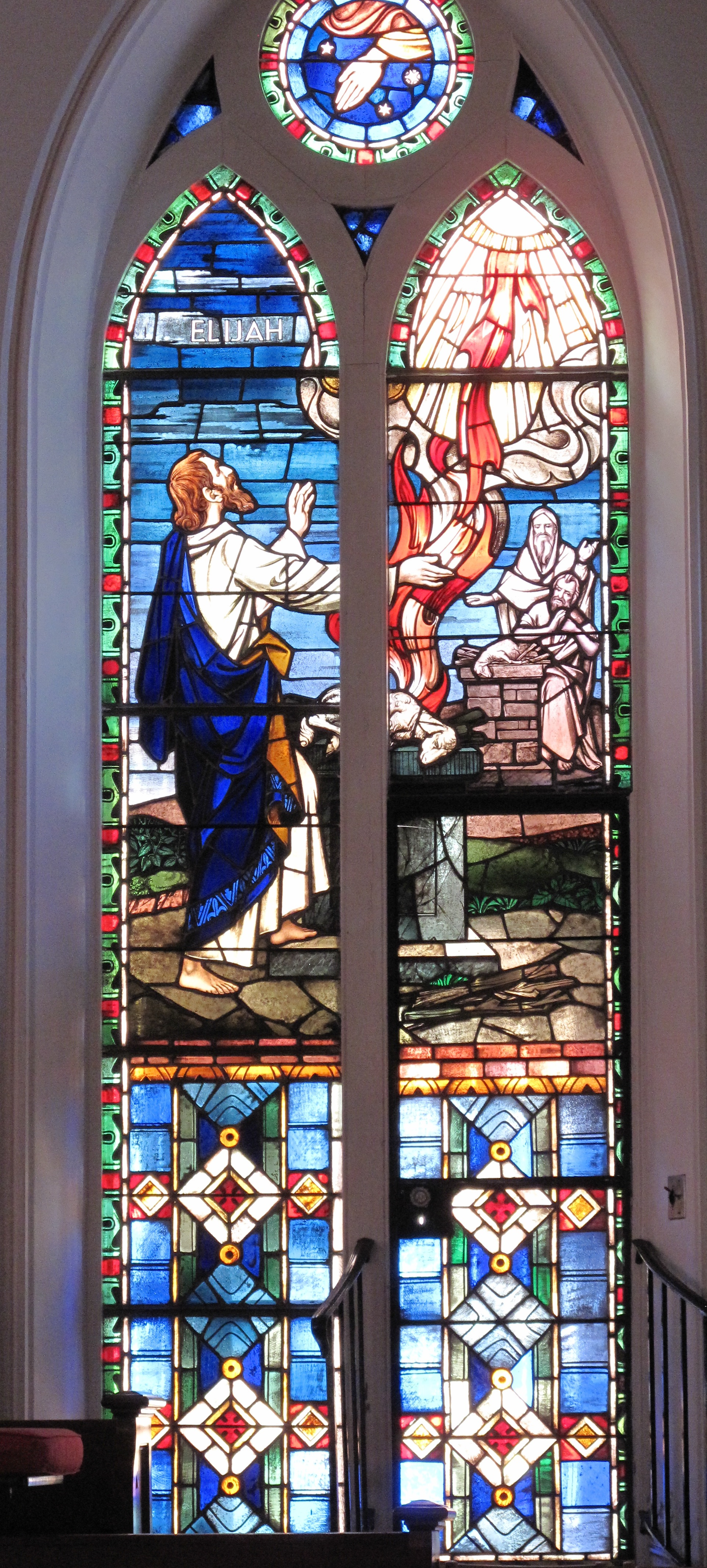
La ofrenda de Elías es consumida por el fuego del cielo en una vidriera de la Iglesia Evangélica Luterana Alemana de San Mateo en Charleston, Carolina del Sur

Tan pronto como Ajab se encontró con Elías, trató de responsabilizar al profeta de la calamidad acaecida en Israel, llamando a Elías «el perturbador de Israel» (Versículo 17; cf. Josué 6:18; 7:25 sobre Acán, cuyo pecado trajo el juicio de Dios sobre Israel) .. Elías inmediatamente lanzó la acusación de nuevo a Acab por el pecado de apostasía de él y la casa de su padre por abandonar a Yahvé y seguir a los Baales. En Josué 7, la identidad del verdadero 'perturbador de Israel' fue revelada en público ante «todo Israel», así que en este caso, Elías quería que «todo Israel» se reuniera en el monte Carmelo, un lugar cercano a la frontera fenicia, para resolver el asunto.
El pueblo de Israel en este punto parecía no sostener ya el monoteísmo de YHWH, ya que no reaccionaron en absoluto a la elección que Elías ofrecía: 'YHWH o Baal' solo, pero aceptaron presenciar la competición (mientras que los profetas de Baal no respondieron al desafío). A
milagro debe sacar a la luz la verdad, y rápidamente se reveló que los baales son incapaces de hacerlo, incluso después de que sus sacerdotes realizaran todas las actividades cúlticas y rituales de la religión baalista (como se relata fehacientemente en esta narración: la 'oración, los movimientos rítmicos y la automortificación que conducen al éxtasis', Versículos 26-29). Este violento frenesí cultual de las actividades baalísticas con 'espadas y lanzas' (=lanzas) fue atestiguado por un viajero egipcio «Wen-Amon» o «Wenamun», que alrededor del año 1100 a. C. fue testigo de ello en Biblos, una ciudad costera fenicia al norte de la ciudad natal de Jezabel, Sidón. Por el contrario, YHWH-religión sólo requiere la palabra hablada (oración) para producir inmediatamente milagros. La gente que vio la demostración del poder divino se volvió rápidamente al lado de YHWH con una llamada de fe, 'Jehová ciertamente es Dios', que recuerda inequívocamente el nombre de Elías ('mi Dios es YHWH'), así que la convicción personal de Elías se convirtió entonces en la del pueblo de Israel.

### Versículo 19
[Elías respondió] «Ahora, pues, envía y reúne conmigo en el monte Carmelo a todo Israel, y a los 450 profetas de Baal y a los 400 profetas de Asera, que comen a la mesa de Jezabel.»
- «Monte Carmelo»: también conocido en árabe como «Monte Mar Elías» (جبل مار إلياس, Jabal Mar Ilyas, lit. Monte San Elías/Elijá), una cadena montañosa costera del norte de Israel que se extiende desde el mar Mediterráneo hacia el sureste, a unos 35 kilómetros (21,7 mi) al noroeste de Jezreel. [18].[20][21]

### Versículo 31
Y Elías tomó doce piedras, según el número de las tribus de los hijos de Jacob, a quienes había llegado la palabra del Señor, diciendo: «Israel será vuestro nombre»'
- «Doce piedras»: recordando al pueblo su verdadera identidad como pueblo especial del Señor (cf. Génesis 35:10).[18]

## Elías trae la lluvia (18:41-46)
El triunfo de Elías en el monte Carmelo parece hacer que el rey Acab incluso escuche la palabra de Elías, que el rey coma y beba esperando que la lluvia llegue pronto. El regreso de las lluvias es otro triunfo para Elías, que pidió lluvia siete veces (Versículos 42-44) y cuando la lluvia empezó a caer, Elías tuvo la 'mano del
Yahveh' aferrándolo para que pudiera correr delante de los carros reales por más de 20 kilómetros (12,4 mi) desde Carmelo hasta Jezreel. Así, el conflicto inicial de 16:32-33 y 17:1 se resuelve demostrando que YHWH es el único Dios efectivo.

### Versículo 46
Y la mano del Señor estaba sobre Elías; y él se ciñó los lomos, y corrió delante de Acab a la entrada de Jezreel.
- «Ciñó sus lomos»: o «Metió las faldas de su manto en su cinturón en preparación para un viaje rápido».[24]
- «A la entrada de Jezreel»: Jezreel se encuentra en el valle al sureste del monte Carmelo; un lugar donde Acab y Jezabel tenían un palacio (1 Reyes 21:1).[25] Elías fue allí presumiblemente porque pensó que la guerra había terminado.[25]